# 預先審查
預先審查（voir dire /ˈvwɑːr dɪər/；預備詢問；陪審員資格預審程序；審訊中的審訊；陪審員的審查程序；案中案；一切照實陳述；個案選任）在英美法系裡，是與陪審團審判或證人取擇有關的各種程序之法律用語；意即預先考查選取證人或陪審員是否為合乎法庭審判合格需求之預先審核程序。預先審查起初其詞義是指陪審員宣誓講真話（拉丁語：verum dicere；speak the truth）之意；即說出什麼是真實的、什麼是客觀準確的、或主觀誠實的，或兩者兼而有之。"預先審查"(voir dire)根據梅里亚姆-韦伯斯特詞典，voir dire 這個詞語它來自盎格鲁-诺曼语。
在"voir dire"這個詞中，"voir"（或 "voire"）來自古法語，源於拉丁語"verum"，其意思為“這是真的”。"voir"與現代法語的單詞"voire"有關，意思即“這是確實的說法”；但它不是這個較常見的"voir"（to see；查看）。"voir"來自拉丁語"vidēre"。威廉·布萊克史東將"voir dire"釋為"veritatem dicere"，再由約翰·溫特·瓊斯翻譯其意為“說實話”(To speak the truth)。然而，這種表達法現在通常被以虛假詞源解釋為“看（他們）說”(to see [them] say)。"voir dire"這個術語在現代加拿大法律法語中表示為"le voir-dire"。

## 外部連結
- Sample Voir Dire to Jury—United States Department of Justice (via Wayback Machine)
- Getting Jurors to Talk （页面存档备份，存于）
- Strike For Cause （页面存档备份，存于）
- 預先審查,voir dire （页面存档备份，存于）
- 有因回避,challenge for cause,元照英美法詞典
- 我在美国当陪审员 （页面存档备份，存于）